# Haytham Tambal
Haytham Kamal Tambal est un footballeur soudanais né le 28 novembre 1978. Il joue au poste d'attaquant.
Il a participé à la Coupe d'Afrique des nations 2008 avec l'équipe du Soudan.

## Carrière
- 2003-06 : Al Hilal Khartoum ( Soudan)
- 2006-07 : Orlando Pirates ( Afrique du Sud)
- 2007- : Al Merreikh ( Soudan)

## Palmarès
- Champion du Soudan en 2004, 2005 et 2006 avec Al Hilal Omdurman
- Vainqueur de la Coupe du Soudan en 2004 avec Al Hilal Omdurman